# Австрохейрус
{{#ifeq:0|0|{{#if:|{{#if:Austrocheirusisasii|[[]}}|}}}}
Австрохейрус (лат. Austrocheirus; букв. «Південні руки») — рід хижих ящеротазових динозаврів з надродини Abelisauroidea, що жили в пізньому крейдяному періоді (близько 71-65 млн років тому) на території нинішньої Південної Америки. Представлений єдиним видом — Austrocheirus isasii. Описаний в 2010 р. під керівництвом M.D. Ezcurra, F. Agnolin і F. Novas.

## Етимологія
Назва Austrocheirus isasii утворено від латинського «australis» — південний і грецького «cheirus» — що означає кисті. Видову назву дано на честь Марсело Пабло Ісас, який підготував велику частину скам'янілостей.

## Історія вивчення
Скам'янілості було знайдено в 2002 р. в формації Парі Айк (Pari Aike) в південно-західній частині Патагонії, Аргентина, яка належить до часу Маастріхту. Були знайдені скам'янілості однієї особини, рештки якої складалися з кісток гомілки, кистей лап.

## Класифікація
Кладистичний аналіз M.D. Ezcurra і його колег в 2010 р. показав, що австрохейрус займає базальне положення в родині Abelisauroidea.

## Ресурси Інтернету
- Класифікація копалин на сайті The Paleobiology Database